# Клири, Габриэл
Габриэл Клири (англ. Gabriel Cleary; род. 1945, Талла, Ленстер) — волонтёр Ирландской республиканской армии («временного» крыла), старший инженер и директор инженерного отдела при Главной штаб-квартире ИРА. 
В 1987 году Клири был арестован после того, как правительства Франции и Ирландии организовали операцию по перехвату транспортных судов из Ливии, вёзших оружие ИРА. Клири провёл пять лет во французской тюрьме, в 1992 году был освобождён. В 1996 году он был арестован в графстве Лиишь по обвинению в изготовлении взрывчатки (была раскрыта и подпольная фабрика по производству бомб). В 1998 году освобождён по Белфастскому соглашению.